# Ilya Smirin
Ilya (hoặc Ilia) Smirin (tiếng Hebrew: איליה יוליביץ' סמירין; tiếng Nga: Илья Юльевич Смирин, đã Latinh hoá: Ilya Yulievich Smirin; sinh ngày 21 tháng 1 năm 1968) là một kỳ thủ cờ vua người Israel. Ông được FIDE trao tặng danh hiệu Đại kiện tướng vào năm 1990.

## Sự nghiệp cờ vua
Sinh ra ở Vitebsk, sự nghiệp cờ vua của Smirin bắt đầu ở Liên Xô. Ông đã được Viện Văn hóa Thể chất Bang Belorussian ở Minsk chứng nhận là một giáo viên cờ vua. Năm 1987, Smirin đã giành chức vô địch Belarus thuộc Liên Xô. Năm 1992, ông nhập cư đến Israel và từ đó trở thành một trong những kỳ thủ hàng đầu của Israel. Smirin đã thi đấu trong bốn giải vô địch thế giới FIDE (1999, 2000, 2002 và 2004) và ba cúp thế giới FIDE (2005, 2009 và 2015).
Những thành công trong giải đấu của Smirin bao gồm các vị trí đồng thứ nhất tại Sverdlovsk 1987, New York 1994 và Giải vô địch Israel 2002. Ông cũng đã giành chức vô địch đầu tiên là Giải vô địch Liên Xô (1987, 1989), Giải vô địch Israel (1992, 1994, 1999) và các giải đấu vòng loại của PCA World Grand Prix 1994 và 1995.
Năm 2000, Smirin đã giành chức vô địch New York Open trong lần tổ chức cuối cùng của nó. Năm 2001, anh tham dự giải đấu kín tại Dos Hermanas (cùng với Alexei Dreev). Smirin đã giành chiến thắng trong Giải đấu Đại kiện tướng truyền thống của Festival Cờ vua Biel vào năm 2002. Ông đã giành được huy chương bạc tại Đại hội thể thao Maccabiah 2005 ở Israel. Năm 2007, ông vô địch giải Acropolis International tại Athens, ghi được 7/9 điểm, hơn người thứ nhì 1/2 điểm. Năm 2008, ông đồng giải nhất với Evgeny Postny tại giải Maalot-Tarshiha. Smirin đã giành chức vô địch Giải thế giới mở rộng bằng tính điểm tiebreak vào năm 2014, sau khi chia sẻ các vị trí đầu tiên vào các năm 2001, 2002 và 2003. Vào năm 2015, ông đã đồng vô địch giải này lần nữa.
Năm 2019, ông đồng vô địch Giải tưởng niệm Shlomo Tiran thứ 3 với Gabriel Flom.
Năm 2019, Smirin vô địch giải Eliahu Levant Memorial với điểm số 5/6.
Năm 2016, ông xuất bản cuốn sách được giới phê bình đánh giá cao, Cuộc chiến Phòng thủ Ấn Độ cánh vua.